# Escuadría
En construcción naval y en cantería, escuadría es el lado de una pieza prismática de madera, de sección recta cuadrada. Cuando se tiene un tronco de árbol se suele distinguir dos escuadrías: {\displaystyle {E}} y {\displaystyle {e}}. La {\displaystyle {E}} es la escuadría admitiendo sobre cada ángulo un cierto tanto por ciento de albura, es decir de madera de reciente constitución. Escuadría que en los astilleros de construcciones navales era la que se tomaba para la recepción y pago de las piezas. 
Si {\displaystyle {D}} es el diámetro del tronco descontado el espesor de la albura en una cierta sección, el valor de {\displaystyle {E}}' en ella se calcula por la fórmula aproximada {\displaystyle {E}} = 0,819 {\displaystyle {D}}. Es frecuente tomar la escuadría media y entonces {\displaystyle {D}} es el promedio de los diámetros extremos. Cuando la pieza tiene una sección elíptica, {\displaystyle {D}} es el promedio de los ejes de la elipse. La escuadría e es la que resulta estando el prisma solo constituido de madera de duramen y es fácil ver que está dada por la expresión:
{\displaystyle {e}={\frac {D}{\sqrt {2}}}=0,707{D}}
La palabra escuadría también se emplea para indicar la sección de una pieza por sus dos dimensiones. Así se dice, un tablón de 23 x 7,5 cm de escuadría.
La definición exclusiva de escuadría para cantería es la siguiente: modo de labrar las piedras sin emplear una plantilla y valiéndose solo de la escuadra. Se procede labrando dos paramentos de igual anchura y altura que haya de tener el sillar, trazando como cabeza de este, las secciones que aparecerán inscritas en el rectángulo de la piedra. Se completa el trabajo labrando las caras del sillar, según las líneas trazadas en las cabezas, con las que irán en ángulo recto. Es preferible la labra por plantillas, pues en el sistema de escuadrías se desperdicia mucho material y se labran caras de más.